# Andrew Menkart
Andrew Menkart es un deportista estadounidense que compitió en vela en las clases Star y Laser. Ganó una medalla de bronce en el Campeonato Mundial de Laser de 1979 y una medalla de plata en el Campeonato Mundial de Star de 1984.

## Palmarés internacional
| Campeonato Mundial | Campeonato Mundial | Campeonato Mundial | Campeonato Mundial |
| Año                | Lugar              | Medalla            | Clase              |
| ------------------ | ------------------ | ------------------ | ------------------ |
| 1979               | Perth (Australia)  | Medalla de bronce  | Laser              |

| Campeonato Mundial | Campeonato Mundial   | Campeonato Mundial | Campeonato Mundial |
| Año                | Lugar                | Medalla            | Clase              |
| ------------------ | -------------------- | ------------------ | ------------------ |
| 1984               | Vilamoura (Portugal) | Medalla de plata   | Star               |